# Mauro Giallombardo
Mauro Giallombardo (Quilmes, provincia de Buenos Aires,  29 de diciembre de 1989) es un piloto argentino de automovilismo, momentáneamente inactivo. Reconocido a nivel nacional, participó en diferentes categorías nacionales, sobresaliendo principalmente en el Turismo Carretera y en la Clase 3 del Turismo Nacional.
Desarrolló su carrera deportiva compitiendo en tres de las divisionales que componen el escalafón de ascenso de la Asociación Corredores de Turismo Carretera, coronándose campeón de TC Mouras en 2008, TC Pista en 2010 y Turismo Carretera en 2012. La obtención del campeonato del TC en 2012, lo convirtió en el primer piloto en haber campeonado en tres de las cuatro divisionales de la ACTC.
Supo competir también en categorías como la Fórmula Renault Argentina, el TC 2000 y el Súper TC 2000. En estas dos últimas categorías tuvo su debut como piloto invitado de los 200 km de Buenos Aires en las ediciones 2010 y 2014, respectivamente, alcanzando en ambas ediciones la victoria. Asimismo, llegó a ser piloto oficial de Renault en el TC 2000, en la temporada 2011.
Consiguió su primera victoria en el Turismo Carretera el 13 de noviembre de 2011, en el Autódromo Juan Manuel Fangio de la Ciudad de Balcarce, lo que le permitió ingresar al historial de ganadores del Turismo Carretera, como su miembro número 200. Tras la obtención de su título en TC, continuaría compitiendo en esta categoría, teniendo a su vez participaciones a nivel nacional como invitado en el Súper TC 2000 y como titular en Top Race V6. Asimismo, incursionaría a nivel internacional en competencias de resistencia como la Blancpain Endurance Series, donde condujo un McLaren MP4-12C y en la categoría nacional brasileña de velocidad Stock Car V8, donde manejó un Chevrolet Sonic.
En el año 2017, se encontraba disputando los campeonatos de Turismo Carretera y Top Race, sin embargo su actividad se truncó a causa de un accidente de tráfico sufrido el 13 de agosto, al impactar de frente su vehículo personal contra un ómnibus a la altura de la localidad de Villa la Angostura. Este incidente provocó su retiro de manera forzada a causa de la gravedad de las heridas recibidas. Tras los primeros partes médicos, su evolución fue por los carriles normales, iniciando el proceso de recuperación y rehabilitación.

## Biografía
Nacido en la localidad bonaerense de Quilmes pero afincado en Puerto Madero,  Mauro Giallombardo inició su trayectoria desde muy pequeño, debutando en el karting en el año 1998. Durante su paso por la especialidad, compitió en los diferentes niveles del karting, alcanzando importantes títulos en su carrera, lo que le posibilitaría llegar en buena forma a su debut como piloto profesional. Durante esta etapa también, compartiría pista con distintos kartistas que a futuro se convertirían en reconocidos pilotos a nivel profesional, tales los casos puntuales de Néstor Girolami o Guido Falaschi con quienes además entablaría una relación de amistad.
Tras su exitoso paso por el karting, llegaría su debut profesional en el automovilismo, al iniciarse en la Fórmula Renault Argentina. Su debut fue en el año 2005 alcanzando a realizar 4 competencias, hasta que en 2006 alcanzaría a disputar su primera temporada completa en la principal categoría de monoplazas nacionales, lo que le terminaría de dar la experiencia necesaria para su inicio en los automóviles de turismo.
Tras su paso por los monoplazas, fue en el año 2007 donde tuvo su debut en competencias de turismos, cuando se estrenó en la divisional TC Mouras de la Asociación Corredores de Turismo Carretera, iniciándose así su emparentamiento con esta asociación y principalmente con la marca Ford, la cual defendiera mayoritariamente en su carrera deportiva. En su primera intervención en la tercera división del Turismo Carretera, disputaría 10 competencias al comando de un Ford Falcon atendido por la Scuderia Ramini y recibiendo el apoyo total del Quilmes Automóvil Club.

### Campeón de TC Mouras
Si bien su debut fue en el año 2007, su adaptación a la conducción de automóviles de turismo mostró una gran madurez en la temporada siguiente, consiguiendo una de sus actuaciones más destacadas en el automovilismo profesional. Habiéndose cambiado previamente de equipo, pasando a competir para la escudería de Alejandro Garófalo, de las 14 competencias que conformaron el campeonato 2008 del TC Mouras, se llevaría la victoria en 9 de ellas y subiría al podio en otras dos oportunidades, totalizando 11, lo que le terminó significando no sólo la obtención de su primer campeonato en el automovilismo profesional argentino, sino también la implementación de un récord personal de 9 victorias en una sola temporada, convirtiéndose también en el piloto más ganador en la historia de esta divisional. Estos pergaminos fueron más que suficientes para que Giallombardo a bordo del Ford Falcon número 29 sea acreedor del ascenso a la divisional TC Pista.

### Debut y coronación en el TC Pista
Tras haberse consagrado en el TC Mouras, en el año 2009 llegaría su debut en la divisional TC Pista. Para ello, nuevamente confiaría en los servicios de Alejandro Garófalo, con quien renovaría su esquema de trabajo. A pesar de haber arrancado mal la temporada, con sendas exclusiones en las dos primeras fechas, pronto mostraría su recuperación y adaptación a la nueva divisional conquistando la victoria en la tercera fecha del campeonato. El confiable andar de su herramienta de trabajo y nuevas victorias en la temporada, lo pondrían a pelear palmo a palmo por el título de la categoría, sin embargo no sería suficiente para evitar que Tomás Urretavizcaya se consagre, culminando en la tercera colocación, por detrás también de Jorge Trebbiani. La definición de este torneo quedaría marcada por la polémica, exhibiendo también parte de la personalidad de Giallombardo como piloto vehemente y sin regateos ante las polémicas, luego de protagonizar en la última fecha una serie de incidentes con el propio Urretavizcaya, que le valdrían un recargo que acabaría con sus chances. Más allá de esto, Giallombardo sería premiado por ACTC, nada más ni nada menos que con el ascenso a la máxima división del automovilismo argentino, sin embargo desestimaría de esta alternativa argumentando su deseo de subir de categoría con el título de campeón. Su decisión no estuvo equivocada, ya que nuevamente bajo el ala de Alejandro Garófalo y con el número 3 en los laterales de su Ford, volvería a la carga con el firme objetivo de llevarse el título. Sin rivales de peso en su camino, conseguiría imponerse de manera contundente, alzándose con 5 victorias finales y subiendo al podio en otras 3 oportunidades, logrando inscribir su nombre también en esta divisional como su máximo ganador, con un total de 8 competencias ganadas entre 2009 y 2010. Tal como lo había vaticinado, una vez obtenido el campeonato accedería nuevamente al ascenso al Turismo Carretera, consiguiendo de esta manera arribar a la máxima categoría del automovilismo argentino. Por otra parte, toda esta contundencia demostrada por Giallombardo en el TC Pista, fue objeto de reconocimiento por parte de la escudería Toyota Team Argentina de TC 2000, la cual confiaría en él para integrar una de las duplas oficiales del equipo para la competencia especial de los 200 km de Buenos Aires, significando al mismo tiempo su debut en esta categoría y su primer contacto con un vehículo de tracción delantera. La confianza depositada por el equipo, fue respondida de manera excelente por Giallombardo, quien formando dupla con Bernardo Llaver completaría la misión de consumar el triunfo para la escudería y al mismo tiempo significaría su primer triunfo personal en la categoría, siendo este con sabor especial por haberlo obtenido en el día de su debut.

### Accidente en Villa la Angostura
En el transcurso de la temporada 2017, Mauro Giallombardo se encontraba desarrollando su carrera deportiva en dos frentes, disputando el campeonato de Turismo Carretera dentro del equipo de Mariano Werner y el de Top Race V6 en el Lincoln Sport Group. Sin embargo, su carrera se vio trunca a causa de un accidente de tránsito ocurrido a la altura de la localidad de Villa la Angostura, el día 13 de agosto de ese año. El siniestro ocurrió a causa del estado en el que se encontraba la calzada de la Ruta Nacional 40 luego de una fuerte nevada, lo que provocó que Giallombardo perdiera el control de su coche particular en una curva, cruzándose de carril e impactando de frente contra un ómnibus. Como producto del accidente, Giallombardo sufrió un traumatismo craneal que revistió gravedad, siendo ingresado en primera instancia en el hospital general de San Carlos de Bariloche. Junto al piloto se encontraban tres personas más, las cuales sufrieron heridas de distinta consideración. En este nosocomio, el piloto debió sufrir dos intervenciones quirúrgicas relacionadas al traumatismo craneal sufrido y una tercera por un traumatismo en la cadera. Tras las primeras intervenciones recibidas, se constató que el piloto superó con éxito las mismas, siendo aun así inducido a un coma farmacológico.
Tras 5 días de internación en el hospital de Bariloche, Giallombardo fue finalmente trasladado hasta la localidad de Pilar, donde fue ingresado a las 03:55 (GMT-3) al Hospital Universitario Austral de dicha localidad. En el mismo, la evolución de Giallombardo continuó por los carriles normales, siendo finalmente despertado de su coma inducido. Tras esta alternativa, se resolvió su traslado hacia el Instituto FLENI, con el fin de poder dar inicio al proceso de rehabilitación. Con el correr de los días, su evolución fue tal que paulatinamente comenzó a recuperar la capacidad de comunicarse, haciéndolo primeramnete por señas y luego vocalmente gracias a una traqueotomía que le fue realizada. Al mismo tiempo, comenzó a recuperar la capacidad de mantenerse parado, lo que permitió acelerar su proceso de recuperación. Por otra parte, le fue también practicada una nueva cirugía craneal, en la cual le fue colocada una prótesis para reemplazar un hueso faltante. Finalmente y tras seis meses de haber sufrido su accidente, Mauro Giallombardo volvió a mostrarse en público, al participar de una sesión especial de fotografías junto a sus amigos, el piloto Juan Bautista De Benedictis y el preparador Alejandro Garófalo, con quienes al mismo tiempo realizaron el anuncio de la participación de De Benedictis en el nuevo equipo de Garófalo, patrocinado por los auspiciantes de Giallombardo. Durante el desarrollo del evento y en las fotografías que evidenciaron el encuentro, se pudieron ver en Giallombardo las primeras secuelas del accidente sufrido.

## Trayectoria
| Año       | Categoría                                            | Marca                |
| --------- | ---------------------------------------------------- | -------------------- |
| 1998-2004 | Piloto de karts                                      |                      |
| 2005      | Debut en Fórmula Renault Argentina                   | Tito - K4M Renault   |
| 2006      | Fórmula Renault Argentina                            | Tito - K4M Renault   |
| 2007      | Debut en TC Mouras                                   | Ford Falcon          |
| 2008      | Campeón TC Mouras                                    | Ford Falcon          |
| 2009      | Debut en TC Pista                                    | Ford Falcon          |
| 2010      | Campeón TC Pista                                     | Ford Falcon          |
| 2010      | TC 2000, Invitado a los 200 km de Buenos Aires       | Toyota Corolla       |
| 2011      | Debut en Turismo Carretera                           | Ford Falcon          |
| 2011      | TC 2000                                              | Renault Fluence      |
| 2012      | Campeón Turismo Carretera                            | Ford Falcon          |
| 2012      | Debut en Turismo Nacional                            | Ford Focus II        |
| 2013      | Turismo Carretera                                    | Ford Falcon          |
| 2013      | Turismo Nacional                                     | Ford Focus II        |
| 2014      | Turismo Carretera                                    | Ford Falcon          |
| 2014      | Turismo Nacional                                     | Ford Focus II        |
| 2014      | Súper TC 2000, Invitado a los 200 km de Buenos Aires | Peugeot 408          |
| 2015      | Turismo Carretera                                    | Ford Falcon          |
| 2015      | Súper TC 2000, Invitado a los 200 km de Buenos Aires | Peugeot 408          |
| 2015      | Stock Car V8                                         | Chevrolet Sonic      |
| 2015      | Debut en Top Race V6, 6 carreras                     | Mercedes-Benz C-204  |
| 2015      | Debut en Top Race V6, 6 carreras                     | Ford Mondeo III      |
| 2016      | Turismo Carretera                                    | Ford Falcon          |
| 2016      | Top Race V6                                          | Volkswagen Passat CC |
| 2017      | Turismo Carretera                                    | Ford Falcon          |
| 2017      | Top Race V6                                          | Ford Mondeo III      |

- [23]

## Resultados

### Top Race
| Temporada | Categoría   | Vehículo             | Equipo              | Posición final      |
| --------- | ----------- | -------------------- | ------------------- | ------------------- |
| 2015      | Top Race V6 | Mercedes-Benz C-204  | Motorola DM Team    | 24.º (26.00 puntos) |
| 2015      | Top Race V6 | Ford Mondeo III      | Octanos Competición | 24.º (26.00 puntos) |
| 2016      | Top Race V6 | Volkswagen Passat CC | Octanos Competición | 10.º (53.00 puntos) |
| 2017      | Top Race V6 | Ford Mondeo III      | Lincoln Sport Group | 10.º (56.00 puntos) |

### TC Mouras
| Año  | Equipo                | Automóvil   | Fechas | Fechas | Fechas | Fechas | Fechas | Fechas | Fechas | Fechas | Fechas | Fechas | Fechas | Fechas | Fechas | Fechas | Posición final      |
| ---- | --------------------- | ----------- | ------ | ------ | ------ | ------ | ------ | ------ | ------ | ------ | ------ | ------ | ------ | ------ | ------ | ------ | ------------------- |
| 2007 | Scuderia Ramini       | Ford Falcon | 01     | 02     | 03     | 04     | 05     | 06     | 07     | 08     | 09     | 10     | 11     | 12     | 13     |        | 28.º (41.50 puntos) |
| 2007 | Scuderia Ramini       | Ford Falcon | NP     | NP     | 27     | 16     | 17     | NP     | 19     | 18     | 11     | 26     | 30     | 12     | 28     |        | 28.º (41.50 puntos) |
| 2008 | A.Garófalo Motorsport | Ford Falcon | 01     | 02     | 03     | 04     | 05     | 06     | 07     | 08     | 09     | 10     | 11     | 12     | 13     | 14     | 1.º (293.50 puntos) |
| 2008 | A.Garófalo Motorsport | Ford Falcon | 1.º    | 1.º    | 1.º    | 1.º    | 2.º    | 2.º    | 1.º    | 1.º    | 1.º    | 1.º    | 31     | 34     | 1.º    | 30     | 1.º (293.50 puntos) |

### Turismo Competición 2000
| Año  | Equipo                | Auto             | 1   | 2   | 3   | 4   | 5   | 6   | 7   | 8   | 9   | 10  | 11  | 12  | 13  | Res. | Puntos |
| ---- | --------------------- | ---------------- | --- | --- | --- | --- | --- | --- | --- | --- | --- | --- | --- | --- | --- | ---- | ------ |
| 2010 |                       |                  | PDE | SMM | GR  | AG  | RES | TRH | LR  | SFE | SFE | CEN | OBE | BA  | PDF | -    | -      |
| 2010 | Toyota Team Argentina | Toyota Corolla X |     |     |     |     |     |     |     |     |     |     |     | 1   |     | -    | -      |
| 2011 |                       |                  | GR  | SFE | SFE | SMM | SJU | RES | AG  | TRH | LPL | TRE | JUN | PDF | PAR | 17.º | 63     |
| 2011 | Renault Lo Jack Team  | Renault Fluence  | Ret | 11  | 13  | 4   | 16  | 18  | Ret | Ret | 6   | 30† | 17  | 5   | Ret | 17.º | 63     |

### Súper TC 2000
| Año  | Equipo                       | Auto            | 1   | 2   | 3   | 4    | 5   | 6    | 7   | 8   | 9   | 10  | 11  | 12  | 13    | 14    | Res. | Puntos |
| ---- | ---------------------------- | --------------- | --- | --- | --- | ---- | --- | ---- | --- | --- | --- | --- | --- | --- | ----- | ----- | ---- | ------ |
| 2014 |                              |                 | RAF | VIE | AG  | ROS  | TOA | BA   | RES | SFE | SFE | SJU | TRH | COD | PDF   |       | -    | -      |
| 2014 | Peugeot Lo Jack Team         | Peugeot 408 I   |     |     |     |      |     | 1    |     |     |     |     |     |     |       |       | -    | -      |
| 2015 |                              |                 | JUN | ROS | OBE | TRH  | RAF | SL I | SFE | SFE | TOA | GR  | SMM | AG  | SL II |       | -    | -      |
| 2015 | Team Peugeot Total Argentina | Peugeot 408 I   |     |     |     |      |     |      |     |     | Ret |     |     |     |       |       | -    | -      |
| 2016 |                              |                 | TRE | ROS | SMM | AG I | TRH | OBE  | BA  | SFE | SFE | TOA | SJU | GR  | GR    | AG II | -    | -      |
| 2016 | Renault Sport                | Renault Fluence |     |     |     |      |     |      | 3   |     |     |     |     |     |       |       | -    | -      |

## Palmarés

### En karting
| Título     | Campeonato                                     | Categoría   | Año  |
| ---------- | ---------------------------------------------- | ----------- | ---- |
| Campeón    | Campeonato Argentino                           | Promocional | 2000 |
| Subcampeón | Campeonato Cordobés, Torneo Apertura           | Pre-Juniors | 2001 |
| Campeón    | Campeonato Cordobés, Torneo Clausura           | Pre-Juniors | 2001 |
| Subcampeón | Campeonato Cordobés, Final                     | Pre-Juniors | 2001 |
| Campeón    | Campeonato Cordobés, Torneo Apertura           | Pre-Juniors | 2002 |
| Campeón    | Campeonato Cordobés, Torneo Clausura           | Pre-Juniors | 2002 |
| Campeón    | Campeonato Cordobés, Final                     | Pre-Juniors | 2002 |
| Campeón    | Campeonato Bonaerense Grupo 2, Torneo Clausura | Cadetes     | 2002 |
| Campeón    | Campeonato Nocturno Bonaerense                 | Cadetes     | 2003 |
| Subcampeón | Campeonato Cordobés                            | Juniors     | 2004 |

### En turismos
| Título  | Categoría         | Marca       | Año  |
| ------- | ----------------- | ----------- | ---- |
| Campeón | TC Mouras         | Ford Falcon | 2008 |
| Campeón | TC Pista          | Ford Falcon | 2010 |
| Campeón | Turismo Carretera | Ford Falcon | 2012 |

### Victorias en TC
| # | Fecha                   | Competencia                       | Automóvil   |
| - | ----------------------- | --------------------------------- | ----------- |
| 1 | 13 de noviembre de 2011 | GP Quini 6 (Balcarce)             | Ford Falcon |
| 2 | 02 de diciembre de 2012 | GP Río Uruguay Seguros (La Plata) | Ford Falcon |
| 3 | 19 de mayo de 2013      | Termas de Río Hondo               | Ford Falcon |

- [24]